# Campionat Europeu de Salts de 2015 – 1 metre trampolí femení
La prova d'1 metre trampolí femení del Campionat Europeu de Salts de 2015 es va disputar a Rostock el dia 12 de juny.

## Resultats
*   Finalista
| #  | Saltador                | País          | Preliminar | Preliminar | Final     | Final   |
| #  | Saltador                | País          | Puntuació  | Posició    | Puntuació | Posició |
| -- | ----------------------- | ------------- | ---------- | ---------- | --------- | ------- |
| 1  | Tania Cagnotto          | Itàlia        | 274,35     | 2          | 291,20    | 1       |
| 2  | Nagyezsda Bazsina       | Rússia        | 274,90     | 1          | 279,40    | 2       |
| 3  | Olena Fedorova          | Ucraïna       | 264,70     | 3          | 275,40    | 3       |
| 4  | Elena Bertocchi         | Itàlia        | 225,65     | 8          | 267,80    | 4       |
| 5  | Grace Reid              | Regne Unit    | 257,45     | 4          | 264,50    | 5       |
| 6  | Uschi Freitag           | Països Baixos | 249,40     | 5          | 249,45    | 6       |
| 7  | Jessica Favre           | Suïssa        | 223,35     | 10         | 245,50    | 7       |
| 8  | Daniella Nero           | Suècia        | 222,05     | 11         | 243,45    | 8       |
| 9  | Nora Subschinski        | Alemanya      | 224,50     | 9          | 239,50    | 9       |
| 10 | Hanna Piszmenszka       | Ucraïna       | 247,05     | 6          | 235,10    | 10      |
| 11 | Inge Jansen             | Països Baixos | 219,70     | 12         | 230,75    | 11      |
| 12 | Taina Karvonen          | Finlàndia     | 228,80     | 7          | 219,85    | 12      |
| 13 | Rocio Velazquez Roldan  | Espanya       | 215,60     | 13         |           |         |
| 14 | Thelma Baatz Strandberg | Noruega       | 214,60     | 14         |           |         |
| 15 | Iira Laatunen           | Finlàndia     | 212,25     | 15         |           |         |
| 16 | Louisa Stawczynski      | Alemanya      | 210,30     | 16         |           |         |
| 17 | Vivian Barth            | Suïssa        | 209,65     | 17         |           |         |
| 18 | Anca Șerb               | Romania       | 200,00     | 18         |           |         |
| 19 | Gondos Flóra            | Hongria       | 196,10     | 19         |           |         |
| 20 | Clara Della Vedova      | França        | 194,10     | 20         |           |         |